# 公遵法親王
公遵法親王（1722年2月18日—1788年4月30日），俗名保良，幼名二宮，是日本江戶時代中期的法親王，生父母是中御門天皇及冷泉經子，櫻町天皇的異母弟。

## 經歷
享保十五年（1730年）十二月二宮受親王宣下，賜名保良，九個月後入室毘沙門堂得度，法號公遵。享保十九年（1734年）五月四日敘二品，四日後成為公寬法親王付弟，到元文五年（1740年）三月昇叙一品。同時，他在延享二年（1745年）五月至寬延二年八月（1749年）兩度擔任天台座主，後更在寬延二年七月獲准三宮地位。
公遵法親王在天明八年去世，葬毘沙門堂。
| 宗教頭銜          | 宗教頭銜                                                                            | 宗教頭銜            |
| ----------------- | ----------------------------------------------------------------------------------- | ------------------- |
| 前任： 公寬法親王 | 毘沙門堂門跡 第33世                                                                 | 繼任： 公啟入道親王 |
| 前任： 公寬法親王 | 輪王寺門跡 第59世                                                                   | 繼任： 公啟入道親王 |
| 前任： 公寬法親王 | 寬永寺門跡 第7世                                                                    | 繼任： 公啟入道親王 |
| 前任： 堯恭法親王 | 天台座主 第203世 1745年6月25日－1745年10月11日 第206世 1749年5月19日－1749年9月21日 | 繼任： 尊祐法親王   |
| 前任： 堯恭法親王 | 天台座主 第203世 1745年6月25日－1745年10月11日 第206世 1749年5月19日－1749年9月21日 | 繼任： 堯恭法親王   |